# Regierungsbezirk

Regierungsbezirk del 1 de agosto de 2008 (incluidos los antiguos regierungsbezirk de Baja Sajonia, Renania-Palatinado, Sajonia y Sajonia-Anhalt)

En cuatro estados federales alemanes, un regierungsbezirk (Reg.-Bez.; generalmente traducido como distrito administrativo o región administrativa) es una región de una autoridad estatal intermedia (landesmittelbehörde) de recursos en el que se agrupan varias tareas departamentales de Alemania. Esta autoridad está encabezada por un presidente regional (regierungspräsident) y se denomina consejo regional (Regierungspräsidium, en Baden-Württemberg, Hesse), gobierno (Regierung, en Baviera) o gobierno de distrito (Bezirksregierung, en Renania del Norte-Westfalia). El nombre proviene de la división administrativa de Prusia, donde nació como gobierno real a principios del siglo XIX.
La autoridad estatal intermedia (landesmittelbehörde) es la instancia intermedia entre las autoridades estatales superiores  (landesbehörden, ministerio) y el administrador del distrito (landrat) como autoridad estatal inferior para el distrito (bezirk).

## Historia
Prusia dividió de 1808 a 1816 su territorio en provincias y regierungsbezirk. Estos últimos emitieron un boletín oficial para mensajes públicos desde 1811. Con la Constitución de Baviera de 1808 tuvo lugar la clasificación sistemática de Prusia del ahora Reino de Baviera en kreis como un medio de las autoridades, no como los landkreise de hoy en día, más bien como los bezirk (distritos).
Incluso durante el tiempo del imperio alemán había en los estados no prusianos más grandes también los regierungsbezirke como una instancia en medio de la administración estatal, pero bajo diferentes nombres: kreise en Baviera (desde 1806) y Württemberg, provinzen en Hesse, landeskommissärbezirke en Baden, kreishauptmannschaften en Sajonia. Durante la era nazi, las designaciones se adaptaron en todas partes a la designación prusiana del regierungsbezirk.
Después de 1945, los regierungsbezirk fueron restablecidos como una jurisdicción de apelación estatal en la mayoría de los estados grandes. La autoridad gerente para los Regierungsbezirk cuyos límites han cambiado a lo largo de su historia varias veces, fue "regierungspräsidium", "regierung", "der regierungspräsident" o "bezirksregierung". El jefe de esta autoridad es el regierungspräsident.
En la República Democrática Alemana en el curso de la abolición de los estados fueron establecidas en la reforma administrativa de 1952 llamados bezirke cuyos territorios son parcialmente coincididentes con los regierungsbezirk anteriores. Cuando se restablecieron los estados en la disolución de la RDA en 1990, los regierungsbezirke solo se crearon nuevamente en Sajonia-Anhalt y Sajonia, pero estos ya no existen en la actualidad.
La abolición en varios estados alemanes surgió de un esfuerzo por combinar las tareas del país para pasar por ministerios o autoridades estatales superiores o al nivel municipal. Así, Renania-Palatinado disolvió sus regierungsbezirke, mientras que este nivel administrativo se ha visto reforzado por la reforma administrativa de 2005 en Baden-Wuerttemberg por las nuevas tareas que se les asignan.
Otro desarrollo se llevó a cabo en Renania del Norte-Westfalia. A principios de 2007, diversas autoridades especiales (por ejemplo, las agencias ambientales estatales, agencias de regulación agrícola, agencias de seguridad) se integraron en los gobiernos de los distritos. Algunas de sus actividades también fueron subcontratados a los municipios. Los representantes de la industria originalmente abogaron este paso como una reducción de la burocracia. Sin embargo, existen temores crecientes (BDI, VCI) que las dependencias municipales ya no se puede garantizar la norma legal independiente anterior.
Si las tareas de las autoridades intermedias se transfieren a autoridades inferiores, debe observarse el principio de uniformidad en términos de organización administrativa, según el cual el área local de responsabilidad de las autoridades generales y las autoridades especiales, así como las diversas autoridades especiales las autoridades deben ser congruentes y estas diferentes autoridades deben ser responsables de una misma área geográfica ("congruencia administrativo-geográfica").

## Regierungsbezirke
Hay regierungsbezirk en los siguientes estados:
- Baden-Württemberg – 4 regierungsbezirke: Friburgo, Karlsruhe, Stuttgart, Tubinga.
- Baviera - 7 regierungsbezirke: Alta Baviera, Baja Baviera, Alta Franconia, Franconia Media, Baja Franconia, Alto Palatinado, Suabia. Independientemente de estos, el gobierno de distrito, como autoridad estatal intermedia, también hay órganos autónomos congruentes, los distritos.
- Hesse – 3 regierungsbezirke: Darmstadt, Gießen, Kassel.
- Renania del Norte-Westfalia – 5 regierungsbezirke: Arnsberg, Detmold, Düsseldorf, Colonia, Münster.

En los siguientes estados ya no existe una división en regierungsbezirke:
- Renania-Palatinado (desde el 1 de enero de 2000, pero la clasificación se mantuvo para las Estadísticas oficiales).
- Sajonia-Anhalt (desde el 1 de enero de 2004).
- Baja Sajonia (desde el 1 de enero de 2005, pero la clasificación se mantuvo para la autoridad escolar estatal de Baja Sajonia y para las Estadísticas oficiales).
- Sajonia (desde el 1 de marzo de 2012; aquí los "regierungsbezirke" fueron renombrados como "direktionsbezirke" el 1 de agosto de 2008 como parte de la reorganización administrativa, pero estos tres regierungsbezirke luego se fusionaron en una sola dirección estatal el 1 de marzo de 2012, pero la clasificación se mantuvo para las Estadísticas oficiales)

Brandeburgo, Mecklemburgo-Pomerania Occidental y Turingia no crearon regierungsbezirke tras la reunificación alemana en 1990, en Schleswig-Holstein y en Saarland nunca hubo regierungsbezirke.

## Antiguos regierungsbezirk
- En el Gran Ducado de Hesse, tuvo lugar una reestructuración masiva en 1848 en el curso de la revolución de marzo: Los distritos y provincias fueron abolidos y los regierungsbezirk fueron establecidos en su lugar. Sin embargo, esta reforma solo duró cuatro años, pues en 1852 se recuperó el antiguo sistema con tres provincias y estos condados subordinados. Los "regierungspräsidien" de 1848 a 1852 fueron:
  - Alsfeld (anteriormente: Provincia de Alto Hesse)
  - Biedenkopf (anteriormente: Provincia de Alto Hesse)
  - Darmstadt (anteriormente: Provincia de Starkenburg)
  - Dieburg (anteriormente: Provincia de Starkenburg)
  - Erbach (anteriormente: Provincia de Starkenburg)
  - Friedberg (anteriormente: Provincia de Alto Hesse)
  - Gießen (anteriormente: Provincia de Alto Hesse)
  - Heppenheim (anteriormente: Provincia de Starkenburg)
  - Maguncia (anteriormente: Provincia de Hesse Renano)
  - Nidda (anteriormente: Provincia de Alto Hesse)
  - Worms (anteriormente: Provincia de Hesse Renano, escindida del Regierungsbezirk de Maguncia en 1850)
- Disueltos antes de 1945:
  - Berlín (Brandeburgo, 1822)
  - Kleve (Jülich-Kleve-Berg, 1822)
  - Reichenbach (Silesia, 1820)
  - Stralsund (Pomerania, 1932)
  - Prusia Occidental (Prusia Oriental, 1939)
- Disueltos por primera vez en 1920 como resultado de las asignaciones según el Tratado de Versalles, restablecido en el curso de las anexiones alemanas en Polonia en 1939, disuelto nuevamente en 1945 después de la derrota de la guerra alemana:
  - Bromberg (Posen/Danzig-Prusia Occidental)
  - Danzig (Prusia Occidental/Danzig-Prusia Occidental)
  - Marienwerder (Prusia Occidental/Danzig-Prusia Occidental)
  - Posen (Posen/Wartheland)
- Establecidos temporalmente en 1939 en el curso de las anexiones alemanas en Polonia, disuelto después de la derrota alemana en 1945:
  - Hohensalza (Wartheland)
  - Katowice (Silesia)
  - Litzmannstadt (hasta 1941 llamado Regierungsbezirk de Kalisch; Wartheland)
  - Zichenau (Prusia Oriental)
- Disueltos en 1945 después de que las áreas orientales del Reich alemán cayeron ante Polonia y la Unión Soviética:
  - Allenstein (Prusia Oriental)
  - Breslavia (Silesia)
  - Gumbinnen (Prusia Oriental)
  - Koslin (Pomerania)
  - Koenigsberg (Prusia Oriental)
  - Liegnica (Silesia)
  - Opole (Silesia)
  - Schneidemühl (Pomerania)
  - Szczecin (Pomerania)
- Disueltos debido a la nueva estructura administrativa de la posguerra en las zonas de ocupación occidentales:
  - Minden (Renania del Norte-Westfalia, 1947)
  - Sigmaringen (Hohenzollern, 1946)
- Renombrado debido al nuevo asiento en las Zonas de Ocupación Occidental:
  - Minden-Lippe (Renania del Norte-Westfalia, 1947)
- Disueltos debido a la nueva estructura administrativa de la posguerra en la Zona de ocupación soviética/República Democrática Alemana y reemplazada por los distritos de la República Democrática Alemana como reemplazo de los Länder y los Regierungsbezirke:
  - Erfurt (Turingia, 1945)
  - Fráncfort (Brandeburgo, 1952)
  - Halle (Sajonia-Anhalt, 1952; restablecido después de la reunificación)
  - Magdeburgo (Sajonia-Anhalt, 1952; restablecido después de la reunificación)
  - Merseburg (Halle-Merseburg, 1945)
  - Potsdam (Brandeburgo, 1952)
  - Zwickau (Sajonia, 1946)
- Renombrados en 1952 debido a la formación del estado Baden-Württemberg:
  - Baden
  - Württemberg
- Disuelto o rediseñado y renombrado durante las reformas territoriales de las décadas de 1960 y 1970:
  - Aquisgrán (Renania del Norte-Westfalia, 1972)
  - Aurich (Baja Sajonia, 1978)
  - Brunswick, distrito administrativo (Baja Sajonia, 1978)
  - Hildesheim (Baja Sajonia, 1978)
  - Montabaur (Renania-Palatinado, 1968)
  - North Baden (Baden-Württemberg, 1973)
  - North Württemberg (Baden-Württemberg, 1973)
  - Oldenburg, distrito administrativo (Baja Sajonia, 1978)
  - Osnabrück (Baja Sajonia, 1978)
  - Palatinado (Renania-Palatinado, 1968)
  - Rheinhessen (Renania-Palatinado, 1968)
  - Stade (Baja Sajonia, 1978)
  - South Baden (Baden-Württemberg, 1973)
  - South Württemberg-Hohenzollern (Baden-Württemberg, 1973)
  - Wiesbaden (Hesse, 1968)
- Abolición del nivel de Regierungsbezirk de Renania-Palatinado 1999:
  - Rheinhessen-Pfalz
  - Tréveris
  - Coblenza
- Abolición del nivel de Regierungsbezirk de Sajonia-Anhalt 2003:
  - Dessau
  - Halle
  - Magdeburgo
- Abolición del nivel de Regierungsbezirk de Baja Sajonia 2004:
  - Brunswick
  - Hanover
  - Lüneburg
  - Weser-Ems
- Fusión de las landesdirektion (antiguos regierungsbezirk) en Sajonia 2012:
  - Direktionsbezirk de Chemnitz
  - Direktionsbezirk de Dresde
  - Direktionsbezirk de Leipzig

- Datos: Q22721
- Multimedia: Government regions of Germany / Q22721